# Mutmassungen über Jakob

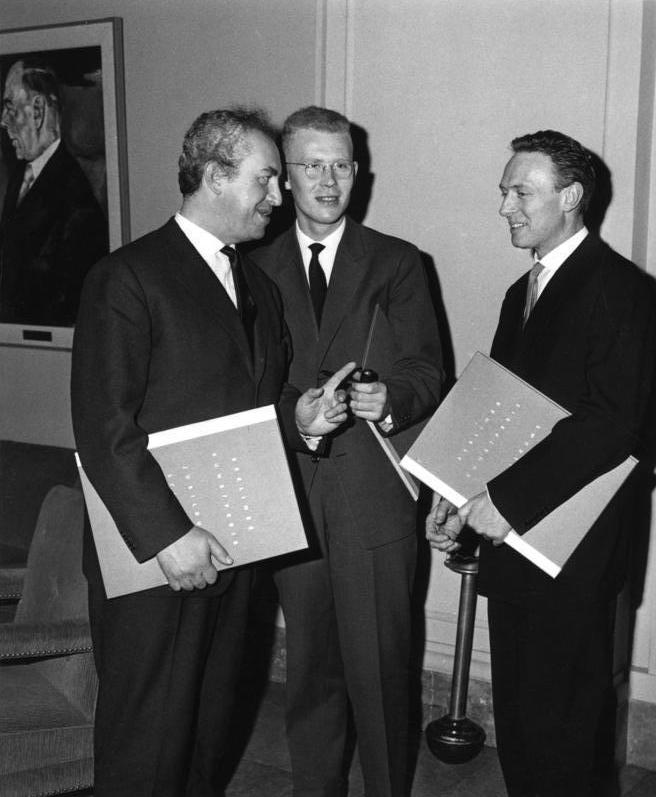
Für Mutmaßungen über Jakob erhielt Uwe Johnson (Mitte) 1960 den Fontane-Preis

Mutmassungen über Jakob ist ein 1959 veröffentlichter Roman des deutschen Autors Uwe Johnson.

## Einordnung
Uwe Johnsons erstes veröffentlichtes Romanmanuskript thematisiert wie sein gesamtes Œuvre die Probleme der Menschen im geteilten Deutschland, v. a. in der DDR in der Zeit des Kalten Krieges und führt die Ideologiediskussion seines posthum erschienenen Erstlings Ingrid Babendererde fort. Die Protagonisten der Mutmaßungen treten auch in anderen Werken Johnsons auf. Namentlich Gesine Cresspahl ist die Protagonistin seines Werkes Jahrestage. 

## Inhalt
Die in fünf Teile untergliederte Handlung beginnt mit dem Tod des Reichsbahnbeamten (Beruf Dispatcher) Jakob Abs, der in seinem Wohnort, einer ungenannten Stadt an der Elbe, die laut Johnson „zwischen, und an Stelle von, Wittenberge und Magdeburg anzunehmen“ ist, beim Überqueren der Gleise im Nebel von einer Lokomotive zerquetscht wird. Dieses Ereignis begründet die anschließend aus der Retrospektive geschilderten Geschehnisse und die Mutmaßungen des Erzählers über Jakob und seinen Tod: War es ein Unfall, Selbstmord, oder vielleicht Mord?

### Vorgeschichte (Teil I)
Jakob Abs, 1928 in Hinterpommern geboren, ist am Ende des Zweiten Weltkriegs mit seiner Mutter auf der Flucht vor der heranrückenden Roten Armee in den fiktiven Ort Jerichow an der mecklenburgischen Ostseeküste gelangt, wo sie Aufnahme bei dem einheimischen Kunsttischler Heinrich Cresspahl und seiner Tochter Gesine finden und mit ihnen wie in einer Familie zusammenleben.

### Haupthandlung
Die Haupthandlung des Romans spielt im Spätherbst 1956, zwischen 7. Oktober und 10. November, zur Zeit der beginnenden Entstalinisierung im Ostblock, des Ungarischen Volksaufstands und der Sueskrise.
Weil seine Mutter, wie Gesine bereits vor drei Jahren, nach einem Verhör des Hauptmanns der Stasi Rohlfs die DDR verlassen hat, wird Jakob am darauffolgenden Tag von diesem zu einem Gespräch geladen. Rohlfs hat den Auftrag, Gesine, die bei der NATO als Dolmetscherin arbeitet, für Spionagezwecke zu gewinnen. Als sie im Oktober illegal Jakob besucht und mit diesem zu ihrem Vater nach Jerichow reist, verwickelt sie Rohlfs, der alle Aktionen während der gesamten Romanhandlung beschattet, in ein Gespräch, bestehend aus Drohungen und Grundsatzerörterungen über die Vorteile des sozialistischen Systems gegenüber dem kapitalistischen und den Aufgaben eines Staatsbürgers, die DDR gegenüber den Feinden zu unterstützen. Dennoch überlässt er, auf die Überzeugungskraft seiner Argumente vertrauend, Gesine und Jakob die Entscheidung.
In Jerichow treffen die Protagonisten auf eine weitere Hauptfigur des Romans: den wissenschaftlichen Assistenten für Anglistik Dr. Jonas Blach (Teil II). Dieser hat Gesine im Frühjahr in Berlin kennengelernt und mit ihr eine Affäre begonnen, obwohl sie eigentlich nur Jakob liebt. Nun will er nach seiner Rede bei einer akademischen Veranstaltung in Berlin über notwendige demokratische Reformen in der DDR seine Gedanken in Cresspahls Haus in Ruhe zu Papier bringen und mit Hilfe der Freunde ins Ausland schleusen.
Gesine fährt nach Westdeutschland zurück. Jakob reist mit Rohlfs Billigung kurz darauf ebenfalls dorthin, um seine Mutter im Flüchtlingslager zu besuchen. Trotz seiner Liebe zu Gesine, die ihre Stelle bei der NATO gekündigt hat und nun einen Radiosprachkurs Deutsch für amerikanische Soldaten produziert, kehrt er schon nach einer Woche in die DDR zurück, enttäuscht vom Leben in der Bundesrepublik und durch die britische Okkupation des Suezkanals in seiner Meinung über den Kapitalismus bestätigt. Auf dem Weg zum Stellwerk am Tage seiner Rückkehr wird er von einer Rangierlok erfasst und getötet. Während Gesine von Rohlfs mehrmals freies Geleit erhält und mit ihm in Berlin ein rückblickendes Gespräch (v. a. Teil IV) führt, lässt er Blach, dessen Essay dem Außenministerium der Vereinigten Staaten in die Hände gespielt wurde, wegen Kriegs- und Boykotthetze verhaften.

## Struktur und Erzählform
In die Rahmenerzählung (Teil I, Anfang und Teil V) des zwar nicht chronologisch erzählten, aber insgesamt am Handlungsverlauf orientierten Romans sind drei, die Ereignisse rekonstruierende, zentrale Dialoge eingeschlossen (Teile I und II: Jonas – Jöche, Teil III: Gesine – Jonas, Teil IV: Rohlfs – Gesine), und diese implizieren wiederum verschiedene im nächsten Abschnitt genannte Erzählformen.
Hauptmerkmal ist neben der Bevorzugung parataktischer Stilelemente die Montagetechnik mit wechselnden Erzählperspektiven: Dialoge, Innere Monologe, auktoriale Erzählweise und verschiedene Ich-Perspektiven wechseln einander ab, wobei die abrupten Übergänge gelegentlich durch den unterschiedlichen Textsatz angedeutet werden. Verschiedene Sprachen finden unübersetzt Eingang in den Romantext, so das Englische, das Russische und das Mecklenburger Platt, in dem Vater Cresspahl sich äußert. So entsteht ein polyperspektivisches, lückenhaftes Mosaikbild der Personen, ihrer Aktionen und Motive. Wer die Gesprächsteilnehmer sind, wird nur aus dem Zusammenhang oder aus dem weiteren Verlauf des Romans deutlich. Auch viele andere Aspekte bleiben undurchsichtig, klar werden eigentlich nur die Schilderungen der technischen Abläufe im Stellwerk dargestellt. Nach Hans Magnus Enzensberger wird dem Leser, der ähnlich wie im brechtschen Epischen Theater „aus seiner genießerischen Passivität befreit“ werde, dadurch eine aktive Rolle übertragen: Er müsse die verstreuten Informationen wie ein Detektiv selbst zu einer Handlung kombinieren.

## Rezeption
Die westdeutsche Literaturkritik würdigte überwiegend Mutmaßungen über Jakob als sprachlich innovatives, herausragendes Werk, u. a. Jürgen Becker („Uwe Johnson [...] hat zwei Romane geschrieben, die in der deutschen Literatur heute keinen Vergleich finden“), und machte den Autor als „der Dichter der beiden Deutschland“ (Günter Blöcker) bekannt. Hans Bunge äußerte 1964 über die Mutmaßungen: Johnsons Buch ist ein sprachliches Kunstwerk, seine stilistische Meisterschaft ist unbestritten. Der deutsch-britische Journalist Alan Posener erklärte 2011 in der Welt („Selbstversuch mit Uwe Johnson im Urlaub. Sein Roman strotzt vor Unklarheit. Dennoch feiern ihn westliche Intellektuelle als DDR-Spiegel.“) den Roman für missglückt. Die Sprache sei über weite Strecken gesucht-dunkel, Gesine und Jonas redeten bei ihrer ersten Begegnung falsches und unverständliches Englisch, und die DDR erscheine im Vergleich trotz allem als das bessere Deutschland. Dem stehen die Rezensionen gegenüber, die 2017 bei der Herausgabe der Mutmaßungen in der Werkausgabe in der Frankfurter Allgemeinen Zeitung („Dieses Buch – im Osten des Landes erschien es erst nach dem Mauerfall – heute noch einmal zu lesen ist eine Offenbarung. Es wirkt wie aus der Zukunft geschrieben, denn alles, was man wissen muss über diese Zeit, über dieses Leben, steht da schon drin.“) und in der Frankfurter Rundschau (Noch immer sei Johnsons Debüt eine Offenbarung, gewönne sogar noch an der Gegenwart, fast als sei es für unsere von „Angst und Abgrenzungsirrsinn getriebene Zeit“ geschrieben) erschienen. Matthias Göritz nennt in einem Essay zur neunzigsten Wiederkehr von Uwe Johnsons Geburt der „Dialog- und Montageroman“ habe Johnsons Ruhm begründet.
DDR-Rezensionen (z. B. von Hermann Kant, Peter Hacks) bemängelten dagegen sowohl Johnsons undogmatische, individuelle Position wie seine Sprache. Den zweiten Aspekt fokussierten auch BRD-Schriftsteller und Wissenschaftler: Während etwa Hermann Kesten, Kasimir Edschmid oder Karlheinz Deschner schlechtes Deutsch und sinnlose Manierismen beobachteten, betonten andere (Herbert Kolb Hugo Steger) die poetischen Funktionen der Stilmerkmale.
1960 wurde der Roman mit dem Fontane-Preis der Stadt Berlin ausgezeichnet.
Der Hessische Rundfunk produzierte 1984 eine Lesung der Mutmaßungen in 21 Folgen mit Gert Haucke als Sprecher.

## Ausgaben (Auswahl)
Erstausgabe: 
- Mutmassungen über Jakob: Roman, 1.–5. Tausend, Suhrkamp: Frankfurt am Main 1959.

Spätere Ausgaben:
- Mutmassungen über Jakob: Roman. Faksimile der Erstausgabe von 1959, einmalige Sonderausgabe, 1. Auflage, Suhrkamp: Frankfurt am Main 2009, ISBN 978-3-518-42090-4.
- Mutmassungen über Jakob: Roman. Süddeutsche Zeitung GmbH: München 2004, Süddeutsche Zeitung - Bibliothek Band 18, ISBN 3-937793-19-4.
- Mutmassungen über Jakob: Roman, 4. Auflage, Suhrkamp: Frankfurt am Main 1995, Edition Suhrkamp Neue Folge Bd. 818, ISBN 3-518-11818-8.
- Mutmassungen über Jakob: Roman, Suhrkamp: Frankfurt am Main 1974 (= suhrkamp-taschenbücher. Nr. 147, später Nr. 3128), ISBN 3-518-06647-1.
- Mutmassungen über Jakob: Roman, Rostocker Ausgabe. Suhrkamp, Berlin 2017, ISBN 978-3-518-42702-6.

Englisch:
- Speculations about Jakob. Übersetzt von Ursule Molinaro, Grove Press, New York 1963 (englische Ausgabe auch London 1963).

Französisch:
- Conjectures sur Jakob : roman = (La frontière) (aus dem Deutschen übersetzt von Marie-Louise Ponty), Vorwort von Hans Magnus Enzensberger, neue Ausgabe, revidiert von Pierre Rusch,  Gallimard: Paris 1994, ISBN 2-07-073754-3.

Italienisch:
- Congetture su Jakob, übersetzt von Enrico Filippini, bei Giangiacomo Feltrinelli Editore Milano, 1961

Koreanisch:
- 야콥을 둘러싼 추측들, übersetzt von 손대영(Daeyoung Son), Seoul : Minumsa 2010, ISBN 978-89-374-6257-3.

Spanisch:
- Conjeturas sobre Jakob. Ins Spanische übersetzt und kommentiert von Ursula Heinze; Ramón Lorenzo, Madrid: Verlag Narcea 1973

Polnisch:
- Domniemania w sprawie Jakuba, übersetzt von Sława Lisiecka; Wydawnictwo Czytelnik: Warschau 2008, ISBN 978-83-07-03170-5.

Holländisch:
- Vermoedens omtrent Jakob, übersetzt von Carolien Brouwer, Meulenhoff 1990, ISBN 9789029038263.

Das Werk erschien auch auf Japanisch, Ungarisch und Portugiesisch. Der Verlag verkaufte auch die Rechte zum Erscheinen in Bulgarisch, Kroatisch und Slowenisch.